# Wolxheim
Wolxheim es una localidad y comuna francesa, situada en el departamento de Bajo Rin en la región de Alsacia.

## Demografía
| 639 | 670 | 793 | 775 | 795 | 774 |
| Para los censos de 1962 a 1999 la población legal corresponde a la población sin duplicidades (Fuente: INSEE [Consultar]) |     |     |     |     |     |

## Patrimonio
- casa natal de Philippe Grass
- Capilla de Saint Denis
- Capilla de Saint Armuth
- Iglesia de Saint Étienne y órgano de Callinet de 1844.
- Alsace Grand Cru Altenberg

## Personajes célebres
- Philippe Grass, (1801-1876), escultor.